# Carlo Canella

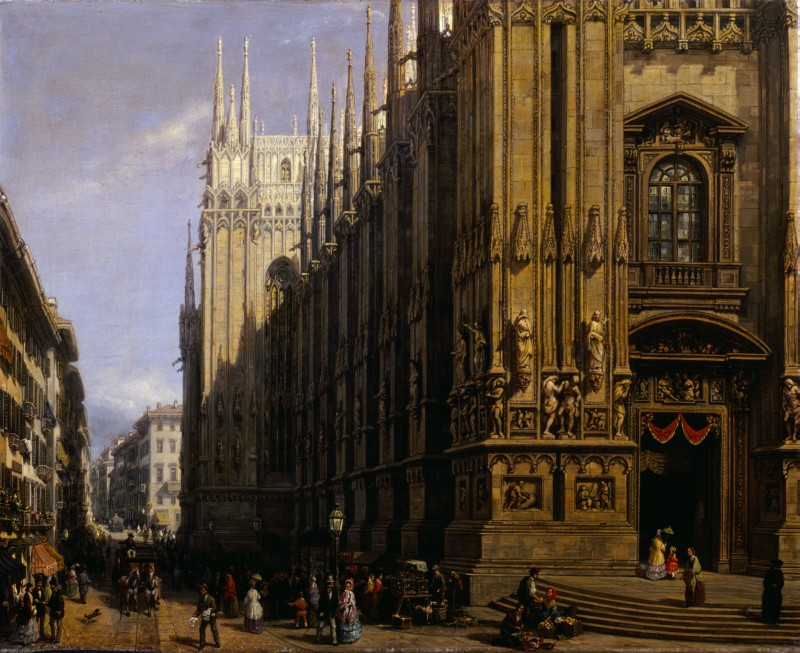
Le Duomo de Milan et la Corsia dei Servi, 1860-1865 (Fondazione Cariplo)

Carlo Canella, né en 1800 à Vérone et mort en 1879 à Milan, est un peintre italien.

## Biographie
Carlo Canella naît en 1800 à Vérone.
Ayant reçu sa formation artistique de son père Giovanni, décorateur et scénographe, Canella participe régulièrement aux expositions de Brera à partir de 1829 avec des vues urbaines, des portraits et des scènes de genre à caractère néo-flamand. Il a également peint des paysages occasionnels mais s'est spécialisé dans les vues en perspective de diverses villes italiennes, en particulier Milan et Vérone, sous l'influence de son frère aîné Giuseppe au milieu des années 1830. Il s'installe définitivement à Milan en 1842 mais continue à envoyer des œuvres à Vérone pour des expositions. Le travail mature de l'artiste a vu une répétition fatigante des mêmes sujets, souvent basés sur les modèles les plus réussis de son frère, ainsi que des scènes de genre animées d'un caractère anecdotique présenté à Porto lors de l'Exposition internationale de 1865 et à Naples à l'Esposizione Nazionale di Napoli de 1877.